# Аднан Янузай
Адна́н Яну́зай (алб. Adnan Januzaj, нар. 5 лютого 1995) — бельгійський футболіст косоварського походження, півзахисник «Севільї» та національної збірної Бельгії. На умовах оренди грає за «Лас-Пальмас».

## Клубна кар'єра

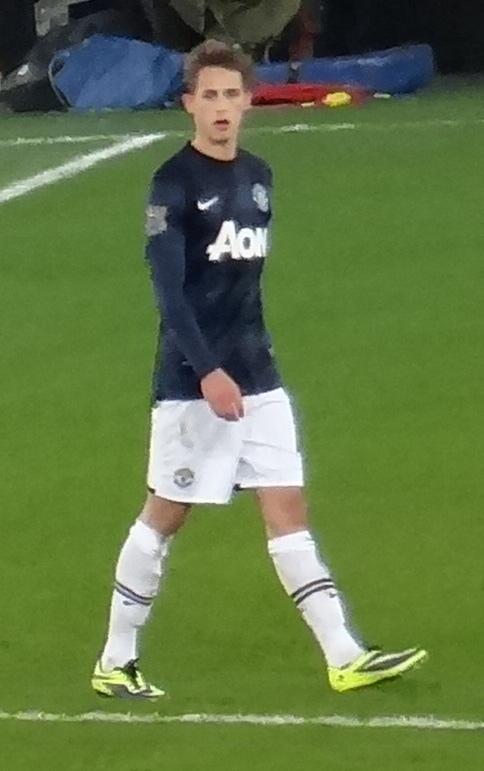
Аднан Янузай в сезоні 2013–2014

### «Манчестер Юнайтед»
З 16 років Аднан Янузай займався в клубній академії «Манчестер Юнайтед». Ще за часів Алекса Фергюсона він почав залучатися до тренувань основної команди і отримав 44 номер. Вперше з'явився в командній заявці на матч останнього туру сезону 2012—2013 проти «Вест-Бромвіча», проте весь матч футболіст провів на лаві запасних.
На офіційному рівні за головну команду Янузай дебютував у матчі за суперкубок Англії 2013, замінивши Робіна ван Персі на 82-й хвилині. 14 вересня 2013 року відбувся дебют Аднана у Прем'єр-Лізі, коли він вийшов на заміну в матчі проти «Крістал Пелес». Вже 5 жовтня, вийшовши в основі проти «Сандерленда», оформив дубль у ворота суперників чим змусив звернути на себе увагу футбольної спільноти. Незабаром Янузай підписав новий п'ятирічний контракт з клубом.
Влітку 2014 року перед стартом сезону Аднан Янузай отримав 11 ігровий номер під яким раніше виступав легенда клубу Раян Гіггз.

#### Оренда в «Боруссію» Дортмунд
Після приходу Луї ван Гала Янузай почав втрачати місце в основі манчестерського клубу. 31 серпня 2014 року було оголошено про перехід Аднана Янузая до «Боруссії» з Дортмунда на правах оренди на сезон. В новій команді гравець отримав 9 номер. Взимку через нестачу ігрової практики достроково повернувся в Англію і почав грати за молодіжну команду.

#### Оренда в «Сандерленд»
Влітку 2016 року колишній тренер МЮ Девід Моєс запросив Янузая до очолюваного ним «Сандерленда», куди бельгієць перейшов на умовах річної оренди. Головний тренер «червоних дияволів» Жозе Моурінью заявив, що розраховує на бельгійського півзахисника в майбутньому, тому віддав його в клуб зі знайомим гравцеві тренером, де він зможе отримувати регулярну ігрову практику. Головний тренер «Сандерленда» Девід Моєс, коментуючи перехід Янузая, зазначив, що його талант нагадує йому гру Вейна Руні і Росса Барклі, які дебютували у великому футболі під керівництвом Моєса. Янузай дебютував у складі «Сандерленда» в матчі проти «Манчестер Сіті», вийшовши на заміну, а 21 серпня 2016 року вийшов у стартовому складі на гру проти «Мідлсбро» і провів на полі весь ігровий час. Обидва матчі закінчилися поразкою «чорних котів» з рахунком 1:2. Свій дебютний гол за «Сандерленд» Янузай забив 24 серпня в матчі Кубка ліги проти «Шрусбері Таун», що став переможним для команди. 18 вересня в матчі проти «Тоттенгем Готспур» Янузай отримав свою першу червону картку в кар'єрі. Загалом протягом сезону бельгієць зіграв у 25 матчах Прем'єр-ліги.

### «Реал Сосьєдад»
Не зумівши зайняти місце в «Манчестер Юнайтед», у липні 2017 року перейшов в іспанський «Реал Сосьєдад». Він підписав з клубом п'ятирічний контракт. Сума трансферу склала близько 9,8 млн фунтів. Станом на 7 червня 2018 року відіграв за клуб із Сан-Себастьяна 28 матчів в національному чемпіонаті.

## Збірна
Здобувши славу восени 2013 року, Янузай довго не міг визначитися національну збірну якої країни йому представляти. Будучи косовським албанцем, він мав право виступати за збірну Албанії та за збірну Бельгії, де він народився. Разом з тим, тогочасний тренер «Манчестер Юнайтед» Девід Моєс заявляв про можливість виклику молодого футболіста до лав національної збірної Англії. У квітні 2014 року тренер бельгійської збірної Марк Вільмотс повідомив що Аднан Янузай обрав саме Бельгію. Дебют за збірну відбувся 7 червня 2014 року в товариському матчі проти Тунісу.
Влітку Янузай у складі збірної Бельгії вирушив до Бразилії на чемпіонат світу 2014 року. На турнірі зіграв лише в одному матчі проти Південної Кореї, вийшовши у стартовому складі та провівши на полі 60 хвилин, після чого був замінений.
Після чемпіонату світу Аднан взяв участь у двох товариських зустрічах та в матчі європейської кваліфікації проти Уельсу, проте, потім втратив місце в складі збірної.
2018 року футболіста знову було залучено до збірної і він зіграв дві товариські гри, після чого поїхав на чемпіонату світу у Росії. Через високу конкуренцію в атакувальній ланці бельгійської команди дебютував на турнірі лише в заключному матчі групового етапу проти Англії, на момент якого обидві команди-учасниці успішно вирішили завдання виходу до плей-оф і на який тренери обох команд виставили резервні склади. Відзначив свій дебют на великих міжнародних турнірах забитим голом, який став єдиним у грі і забезпечив його команді перемогу і підсумкове перше місце у групі.

## Статистика виступів

### Статистика клубних виступів
Станом на 21 травня 2018
| Сезон                         | Команда                       | Чемпіонат                     | Чемпіонат | Чемпіонат | Національний кубок | Національний кубок | Національний кубок | Континентальні кубки | Континентальні кубки | Континентальні кубки | Інші змагання | Інші змагання | Інші змагання | Усього | Усього |
| Сезон                         | Команда                       | Ліга                          | Ігор      | Голів     | Ліга               | Ігор               | Голів              | Ліга                 | Ігор                 | Голів                | Ліга          | Ігор          | Голів         | Ігор   | Голів  |
| ----------------------------- | ----------------------------- | ----------------------------- | --------- | --------- | ------------------ | ------------------ | ------------------ | -------------------- | -------------------- | -------------------- | ------------- | ------------- | ------------- | ------ | ------ |
| 2013–14                       | «Манчестер Юнайтед»           | ПЛ                            | 27        | 4         | КА+КЛ              | 1+4                | 0+0                | ЛЧ                   | 2                    | 0                    | СА            | 1             | 0             | 35     | 4      |
| 2014–15                       | «Манчестер Юнайтед»           | ПЛ                            | 18        | 0         | КА+КЛ              | 2+1                | 0+0                | -                    | -                    | -                    | -             | -             | -             | 21     | 0      |
| 2015–16                       | «Манчестер Юнайтед»           | ПЛ                            | 2         | 1         | КА+КЛ              | 0+0                | 0+0                | ЛЧ                   | 2                    | 0                    | -             | -             | -             | 4      | 1      |
| 2015–16                       | «Боруссія» (Дортмунд)         | БЛ                            | 6         | 0         | КН                 | 1                  | 0                  | ЛЄ                   | 2+5                  | 0                    | -             | -             | -             | 14     | 0      |
| 2015–16                       | «Манчестер Юнайтед»           | ПЛ                            | 5         | 1         | КА+КЛ              | 0+0                | 0+0                | ЛЄ                   | 0                    | 0                    | -             | -             | -             | 5      | 1      |
| Усього за «Манчестер Юнайтед» | Усього за «Манчестер Юнайтед» | Усього за «Манчестер Юнайтед» | 52        | 6         |                    | 8                  | 0                  |                      | 4                    | 0                    |               | 1             | 0             | 65     | 6      |
| 2016–17                       | «Сандерленд»                  | ПЛ                            | 25        | 0         | КА+КЛ              | 2+1                | 0+1                | -                    | -                    | -                    | -             | -             | -             | 28     | 1      |
| 2017–18                       | «Реал Сосьєдад»               | ПД                            | 28        | 3         | КІ                 | 0                  | 0                  | ЛЄ                   | 6                    | 1                    | -             | -             | -             | 34     | 4      |
| Усього за кар'єру             | Усього за кар'єру             | Усього за кар'єру             | 111       | 10        |                    | 12                 | 1                  |                      | 17                   | 1                    |               | 1             | 0             | 141    | 11     |

### Статистика виступів за збірну
| Дата       | Місто       | Господарі      | Результат | Гості        | Турнір                               | Голи | Примітки |
| ---------- | ----------- | -------------- | --------- | ------------ | ------------------------------------ | ---- | -------- |
| 26-5-2014  | Генк        | Бельгія        | 5 – 1     | Люксембург   | товариський матч                     | -    | 46'      |
| 7-6-2014   | Брюссель    | Бельгія        | 1 – 0     | Туніс        | товариський матч                     | -    | 74'      |
| 26-6-2014  | Сан-Паулу   | Південна Корея | 0 – 1     | Бельгія      | ЧС 2014 - 1-й етап                   | -    | 60'      |
| 4-9-2014   | Льєж        | Бельгія        | 2 – 0     | Австралія    | товариський матч                     | -    | 62'      |
| 12-11-2014 | Брюссель    | Бельгія        | 3 – 1     | Ісландія     | товариський матч                     | -    | 63'      |
| 16-11-2014 | Брюссель    | Бельгія        | 0 – 0     | Уельс        | Відбір до ЧЄ 2016                    | -    | 89'      |
| 2-6-2018   | Брюссель    | Бельгія        | 0 – 0     | Португалія   | товариський матч                     | -    | 46'      |
| 6-6-2018   | Брюссель    | Бельгія        | 3 – 0     | Єгипет       | товариський матч                     | -    | 46'      |
| 28-6-2018  | Калінінград | Англія         | 0 – 1     | Бельгія      | ЧС 2018 - 1-й етап                   | 1    | 86'      |
| 15-11-2018 | Брюссель    | Бельгія        | 2 – 0     | Ісландія     | Ліга націй УЄФА 2018-2019 - 1-й етап | -    | 75'      |
| 24-3-2019  | Нікосія     | Кіпр           | 0 – 2     | Бельгія      | Відбір до ЧЄ 2020                    | -    | 56'      |
| 6-9-2019   | Серравалле  | Сан-Марино     | 0 – 4     | Бельгія      | Відбір до ЧЄ 2020                    | -    | 56'      |
| 30-3-2021  | Левен       | Бельгія        | 8 – 0     | Білорусь     | Відбір до ЧС 2022                    | -    | 77'      |
| 26-3-2022  | Дублін      | Ірландія       | 2 – 2     | Бельгія      | товариський матч                     | -    | 76'      |
| 29-3-2022  | Брюссель    | Бельгія        | 3 – 0     | Буркіна-Фасо | товариський матч                     | -    | 53'      |
| Усього     |             | Матчів         | 15        |              | Голів                                | 1    |          |

## Титули і досягнення

### Клубні
- Володар Суперкубка Англії (1):

«Манчестер Юнайтед»: 2013
- Володар Кубка Англії (1):

«Манчестер Юнайтед»: 2015-16
- Володар Кубка Іспанії (1):

«Реал Сосьєдад»: 2019-20
- Бронзовий призер чемпіонату світу: 2018

### Особисті
- Нагорода Дензіла Харуна найкращому резервісту року: 2013[22]
- Золотий м'яч Blue Stars/FIFA Youth Cup[en]: 2013[23]
- Найкращий молодий футболіст (до 20 років) в Європі за версією Gazzetta Dello Sport: 2014[24]